# Daniel Azulay
Pour les articles homonymes, voir Azulay.
Daniel Azulay (né le 30 mai 1947 à Rio de Janeiro et mort dans la même ville le 27 mars 2020) est un artiste, dessinateur de bande dessinée et enseignant brésilien.   

## Biographie
Il a grandi à Ipanema.
En 1968, il crée la série Capitão Cipó, publiée dans le journal Correio da Manhã, et, en 1975, lance Turma do Lambe-Lambe.   
Il a parcouru le monde pour exposer, donner des conférences et animer des ateliers sur l'art, l'éducation et la responsabilité sociale. Récompensé au Brésil et à l'étranger, ses œuvres d'art contemporain font partie de la collection de collectionneurs privés et de grandes entreprises. En 2009, il a enseigné le dessin via des vidéos pour le site Web de l'UOL, fait des émissions spéciales pour Canal Futura et a participé à TV Rá-Tim-Bum.
Daniel Azulay est mort le 27 mars 2020 à Rio de Janeiro, après avoir été hospitalisé pendant deux semaines à la Clinique São Vicente (à Rio de Janeiro) en raison d'une leucémie. Il y a contracté le COVID-19 et meurt des complications causées par la maladie,,.